# Campionati mondiali di nuoto in vasca corta 2024 - 50 metri rana femminili
La gara dei 50 metri rana femminili dei campionati mondiali di nuoto in vasca corta 2024 si è svolta il 14 e il 15 dicembre 2024 presso la Duna Aréna di Budapest.

## Podio
| Pos.    | Atleta         | Nazione     |
| ------- | -------------- | ----------- |
| Oro     | Rūta Meilutytė | Lituania    |
| Argento | Tang Qianting  | Cina        |
| Bronzo  | Lilly King     | Stati Uniti |

## Record
Prima della manifestazione il record del mondo (RM) e il record dei campionati (RC) erano i seguenti.
|  | 28"37 | Rūta Meilutytė | 17 dicembre 2022 Melbourne |
|  | 28"37 | Rūta Meilutytė | 17 dicembre 2022 Melbourne |

Durante la competizione non sono stati migliorati record.

## Programma
| Data             | Ora   | Turno      |
| ---------------- | ----- | ---------- |
| 14 dicembre 2024 | 10:40 | Batterie   |
| 14 dicembre 2024 | 17:48 | Semifinali |
| 15 dicembre 2024 | 17:47 | Finale     |

## Risultati

### Batterie
| Pos. | Batteria | Corsia | Atleta                  | Nazionalità      | Tempo        | Note |
| ---- | -------- | ------ | ----------------------- | ---------------- | ------------ | ---- |
| 1    | 7        | 4      | Tang Qianting           | Cina             | 29"15        | Q    |
| 2    | 5        | 5      | Lilly King              | Stati Uniti      | 29"20        | Q    |
| 3    | 5        | 4      | Eneli Jefimova          | Estonia          | 29"24        | Q    |
| 4    | 6        | 4      | Benedetta Pilato        | Italia           | 29"38        | Q    |
| 4    | 7        | 5      | Rūta Meilutytė          | Lituania         | 29"38        | Q    |
| 6    | 6        | 5      | Veera Kivirinta         | Finlandia        | 29"62        | Q    |
| 7    | 6        | 3      | Alina Zmushka           | NAA              | 29"84        | Q    |
| 8    | 5        | 6      | Sophie Hansson          | Svezia           | 29"86        | Q    |
| 9    | 5        | 3      | Silje Slyngstadli       | Norvegia         | 29"92        | Q    |
| 9    | 5        | 7      | Julija Efimova          | NAB              | 29"92        | Q    |
| 9    | 6        | 0      | Angharad Evans          | Gran Bretagna    | 29"92        | Q    |
| 12   | 6        | 1      | Sophie Angus            | Canada           | 30"02        | Q    |
| 13   | 7        | 0      | Dominika Sztandera      | Polonia          | 30"10        | Q    |
| 14   | 5        | 2      | Tessa Giele             | Paesi Bassi      | 30"14        | Q    |
| 15   | 5        | 8      | Chiara Della Corte      | Italia           | 30"20        | Q    |
| 16   | 6        | 7      | Meri Mataja             | Croazia          | 30"21        | Q    |
| 17   | 6        | 9      | Alexanne Lepage         | Canada           | 30"25        |      |
| 17   | 7        | 3      | Evgenija Čikunova       | NAB              | 30"25        |      |
| 19   | 7        | 7      | Klara Thormalm          | Svezia           | 30"28        |      |
| 20   | 7        | 6      | Andrea Podmaníková      | Slovacchia       | 30"33        |      |
| 21   | 4        | 5      | Kotryna Teterevkova     | Lituania         | 30"34        |      |
| 22   | 4        | 4      | Teya Nikolova           | Bulgaria         | 30"35        |      |
| 23   | 6        | 6      | Lara van Niekerk        | Sudafrica        | 30"36        |      |
| 23   | 7        | 2      | Adelaida Pchelintseva   | Kazakistan       | 30"36        |      |
| 25   | 6        | 2      | Diana Petkova           | Bulgaria         | 30"39        |      |
| 26   | 4        | 3      | Macarena Ceballos       | Argentina        | 30"47        |      |
| 27   | 5        | 1      | Jenjira Srisa-Ard       | Thailandia       | 30"48        | =    |
| 28   | 7        | 8      | Park Sieun              | Corea del Sud    | 30"61        |      |
| 29   | 3        | 4      | Lin Pei-wun             | Taipei cinese    | 30"62        |      |
| 29   | 4        | 1      | Kristýna Horská         | Rep. Ceca        | 30"62        |      |
| 31   | 4        | 7      | Emma Weber              | Stati Uniti      | 30"67        |      |
| 32   | 3        | 5      | Henrietta Fangli        | Ungheria         | 30"70        |      |
| 33   | 6        | 8      | Kotomi Kato             | Giappone         | 30"76        |      |
| 34   | 7        | 1      | Ana Pinho Rodrigues     | Portogallo       | 30"83        |      |
| 35   | 5        | 0      | Stefanía Gómez          | Colombia         | 30"85        |      |
| 36   | 7        | 9      | Yu Jingyao              | Cina             | 30"87        |      |
| 37   | 4        | 8      | Mercedes Toledo         | Venezuela        | 30"92        |      |
| 38   | 3        | 6      | Lanihei Connolly        | Isole Cook       | 30"96        |      |
| 39   | 4        | 0      | Phee Jinq En            | Malaysia         | 31"05        |      |
| 40   | 4        | 6      | Maria Thaleia Drasidou  | Grecia           | 31"11        |      |
| 41   | 5        | 9      | Brearna Crawford        | Nuova Zelanda    | 31"20        |      |
| 42   | 3        | 2      | Imane Houda El Barodi   | Marocco          | 31"40        |      |
| 43   | 4        | 9      | Niamh Coyne             | Irlanda          | 31"48        |      |
| 44   | 4        | 2      | Man Wui Kiu             | Hong Kong        | 31"49        |      |
| 45   | 3        | 3      | Lynn El Hajj            | Libano           | 31"67        |      |
| 45   | 3        | 8      | Valerie Rose Tarazi     | Palestina        | 31"67        |      |
| 47   | 3        | 0      | Nguyen Thuy Hien        | Vietnam          | 32"90        |      |
| 48   | 3        | 1      | Will-Insha Jules-Marthe | Capo Verde       | 33"02        |      |
| 49   | 3        | 7      | Ellie Shaw              | Antille Olandesi | 33"12        |      |
| 50   | 3        | 9      | Victoria Russell        | Bahamas          | 33"26        |      |
| 51   | 2        | 5      | Anaika Otway            | Grenada          | 33"31        |      |
| 52   | 2        | 4      | Stella Gjoka            | Albania          | 33"43        |      |
| 53   | 2        | 8      | Yun-Suh Chang           | Botswana         | 34"10        |      |
| 54   | 2        | 6      | Vaoahi Afu              | Tonga            | 34"26        |      |
| 55   | 2        | 3      | Kestra Kihleng          | Micronesia       | 36"14        |      |
| 56   | 2        | 2      | Hamna Ahmed             | Maldive          | 36"55        |      |
| 57   | 1        | 4      | Maesha Saadi            | Comore           | 37"51        |      |
| 58   | 2        | 7      | Aynur Merdanova         | Turkmenistan     | 37"67        |      |
| 59   | 2        | 0      | Ceylia Djeutcha         | Camerun          | 38"29        |      |
| 60   | 2        | 9      | Divine Miansadi Mpolo   | RD del Congo     | 53"51        |      |
| DSQ  | 1        | 5      | Mimarcia Ie             | Guinea-Bissau    | Squalificata |      |
| DSQ  | 3        | 6      | Teresa Ivan             | Slovacchia       | Squalificata |      |
| DNS  | 1        | 3      | Xiang Kombate           | Togo             | Non partita  |      |
| DNS  | 2        | 1      | Mariama Touré           | Guinea           | Non partita  |      |

### Semifinali
| Pos. | Batteria | Corsia | Atleta             | Nazionalità   | Tempo | Note |
| ---- | -------- | ------ | ------------------ | ------------- | ----- | ---- |
| 1    | 2        | 3      | Rūta Meilutytė     | Lituania      | 28"39 | Q    |
| 2    | 2        | 4      | Tang Qianting      | Cina          | 28"86 | Q    |
| 3    | 1        | 4      | Lilly King         | Stati Uniti   | 28"99 | Q    |
| 4    | 2        | 1      | Dominika Sztandera | Polonia       | 29"22 | Q    |
| 5    | 1        | 5      | Benedetta Pilato   | Italia        | 29"24 | Q    |
| 6    | 2        | 5      | Eneli Jefimova     | Estonia       | 29"39 | Q    |
| 7    | 1        | 3      | Veera Kivirinta    | Finlandia     | 29"44 | Q    |
| 8    | 2        | 6      | Alina Zmushka      | NAA           | 29"68 | Q    |
| 9    | 1        | 1      | Tessa Giele        | Paesi Bassi   | 29"80 |      |
| 10   | 1        | 6      | Sophie Hansson     | Svezia        | 29"89 |      |
| 11   | 1        | 2      | Julija Efimova     | NAB           | 29"92 |      |
| 12   | 2        | 7      | Angharad Evans     | Gran Bretagna | 29"95 |      |
| 13   | 1        | 7      | Sophie Angus       | Canada        | 30"03 |      |
| 14   | 2        | 2      | Silje Slyngstadli  | Norvegia      | 30"04 |      |
| 15   | 2        | 8      | Chiara Della Corte | Italia        | 30"06 |      |
| 16   | 1        | 8      | Meri Mataja        | Croazia       | 30"17 |      |

### Finale
| Pos.    | Corsia | Atleta             | Nazionalità | Tempo | Note |
| ------- | ------ | ------------------ | ----------- | ----- | ---- |
| Oro     | 4      | Rūta Meilutytė     | Lituania    | 28"54 |      |
| Argento | 5      | Tang Qianting      | Cina        | 28"86 |      |
| Bronzo  | 3      | Lilly King         | Stati Uniti | 28"91 |      |
| 4       | 2      | Benedetta Pilato   | Italia      | 29"11 |      |
| 5       | 7      | Eneli Jefimova     | Estonia     | 29"13 |      |
| 6       | 6      | Dominika Sztandera | Polonia     | 29"49 |      |
| 7       | 8      | Alina Zmushka      | NAA         | 29"56 |      |
| 8       | 1      | Veera Kivirinta    | Finlandia   | 29"69 |      |